# رئيس أباد (دابوي الجنوبي)
رئیس أباد (بالفارسية: رئیس‌آباد) هي قرية تقع في إيران في قسم دابوي الجنوبی الريفي. يقدر عدد سكانها بـ 326 نسمة .